# 放浪冒险谭
《放浪冒险谭》是由松野泰己擔任總監，於2000年為Square開發的第二款角色扮演遊戲。遊戲獲得日本遊戲雜誌《Fami通》滿分40/40的評價。
故事以異教組織Müllenkamp襲擊公爵宅邸為起點，講述事敗後引致身為國家維持治安騎士的主角阿修雷，與隸屬教會的聖印騎士團到廢墟──魔法都市雷蒙德追捕其異教領袖西德尼的經過。
遊戲媒體評價甚高，但由於遊戲系統過於複雜，整體劇情情節交代不明朗，不利推廣銷售。PS版累計售出約87萬份。